# VDL Groep
Die VDL Groep mit Sitz in Eindhoven ist ein niederländischer Industriekonzern und Familienunternehmen. Zu ihr gehören 79 Tochterunternehmen in 16 Ländern mit insgesamt über 10.600 Beschäftigten.
Neben ihrer Tätigkeit im Maschinen- und Anlagenbau sowie als Zulieferer in den Bereichen Metallbearbeitung, Kunststoffverarbeitung, Oberflächenbehandlung, mechatronische Systeme und Modulbau ist die VDL Groep vor allem als Hersteller von Omnibussen bekannt.

## Geschichte

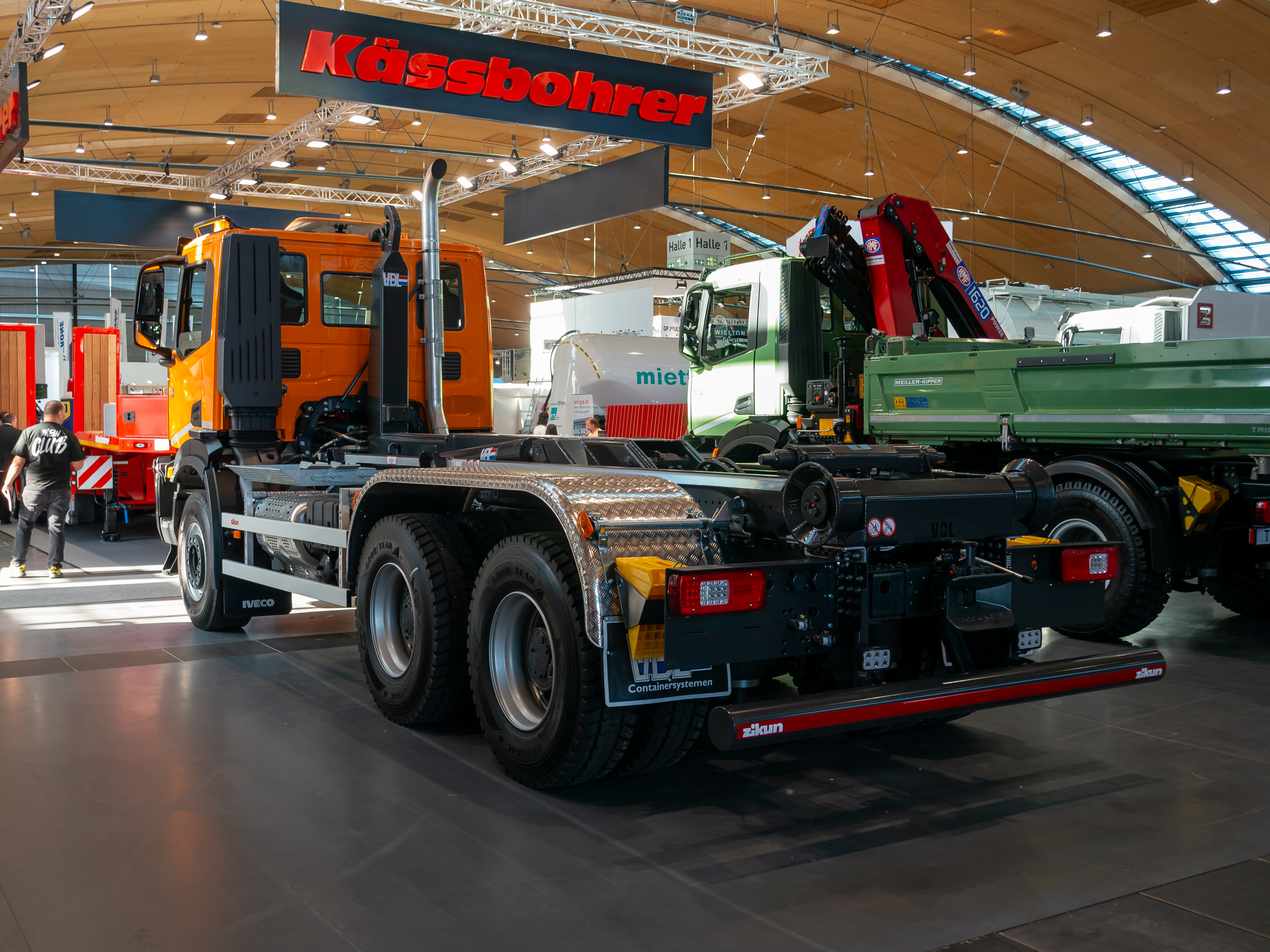
Wechselladeraufbau mit Hakengerät von VDL Container Systems auf einem Iveco-Lkw

Im Jahr 1953 gründete Pieter van der Leegte in Eindhoven einen Betrieb zur Metallbearbeitung. Aus den Initialen seines Nachnamens entstand der Firmenname VDL. Durch zahlreiche Übernahmen konnte sein Sohn Wim van der Leegte das Unternehmen seit 1979 deutlich vergrößern.
2006 kaufte die VDL Groep von Philips die Philips Enabling Technologies Group (ETG). ETG ist ein Hersteller, Entwickler und Lieferant von Präzisionskomponenten und Mechatronik für die Halbleiterindustrie, Medizin- und Solartechnik.
Am 11. April 2024 wurde bekannt gegeben, dass VDL die Bussparte von Van Hool übernehmen wird und sich dort insbesondere auf Reisebusse fokussieren will, während die Einstellung der Produktion von Linienbussen angedacht wird. Dafür sollen zwischen 300 und 600 Mitarbeiter von Van Hool wiedereingestellt werden.

## VDL Bus & Coach

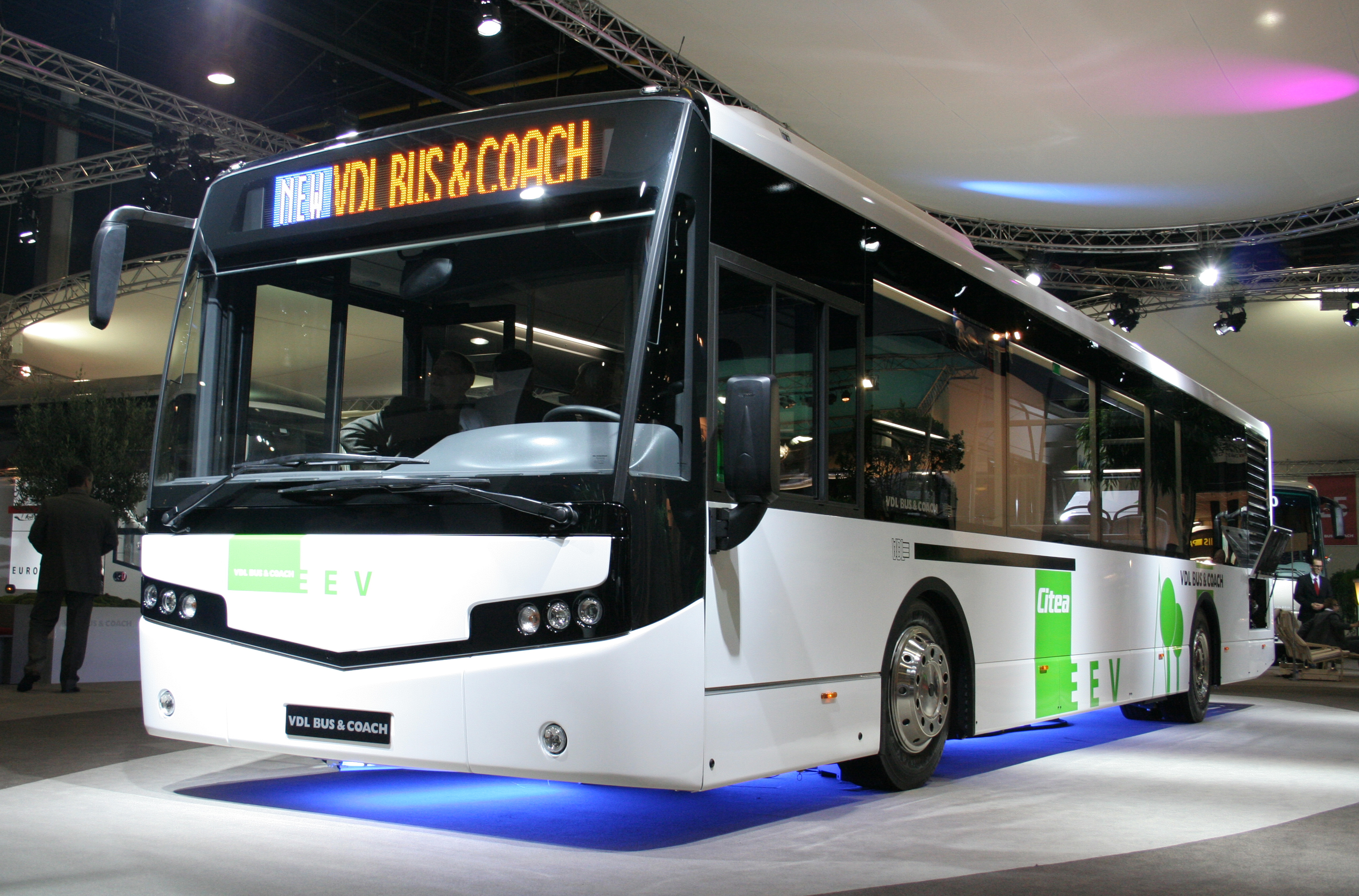
Stadtbus VDL Citea

Der Geschäftsbereich VDL Bus & Coach umfasst das Omnibusgeschäft der VDL Groep, das 1993 mit dem Erwerb der Mehrheitsbeteiligung an der Bussparte von DAF begann.
Berkhof, ein niederländischer Hersteller von Reise- und Linienbussen, ist seit 1998 ein Teil von VDL. Bereits 1992 hatte Berkhof den Kleinbushersteller Kusters übernommen, 1994 den belgischen Omnibusproduzenten Jonckheere.
Seit 2003 gehört auch der niederländische Reisebushersteller Bova zu VDL.
Mit der Einführung des Linienbusses VDL Citea, einer Weiterentwicklung des Berkhof Ambassador, und des Reisebusses VDL Futura, des Nachfolgers des Bova Futura, löst die einheitliche Marke VDL die traditionellen Herstellernamen ab.
Inzwischen stellt VDL Bus & Coach auch Elektrobusse her. Im Juli 2014 bestellten die Kölner Verkehrs-Betriebe (KVB) acht Busse des Typs VDL Citea SLFA Electric. Damit war die KVB das erste Unternehmen in Deutschland, an das dieser neuentwickelte Bustyp geliefert wurde.
Im April 2015 hat das Unternehmen fünf Busse vom Typ Citea Electric an die Stadtwerke Münster verkauft. Ende 2015 kam vom ÖPNV-Konzessionsgebiet Südost-Brabant eine Bestellung über 40 Linienbusse des Modells Citea SLFA Electric. Dies sind 18,1 m lange Gelenkbusse. Ihre Auslieferung war für Dezember 2016 vorgesehen. 13 Exemplare des gleichen Modells sind nach gewonnener Ausschreibung seit März 2019 als Gesamtsystem inklusive Stromtankstellen an die Stadtwerke Osnabrück zur Elektrifizierung der lokalen Buslinie 41 geliefert worden. Diese wurde in M1 umbenannt. Seit Juli 2019 mit dem erfolgreichen Abschluss einer zweiten Ausschreibung werden weitere 49 Busse für die Linienumstellung auf E-Busse geliefert.

### Werke
In den Niederlanden:

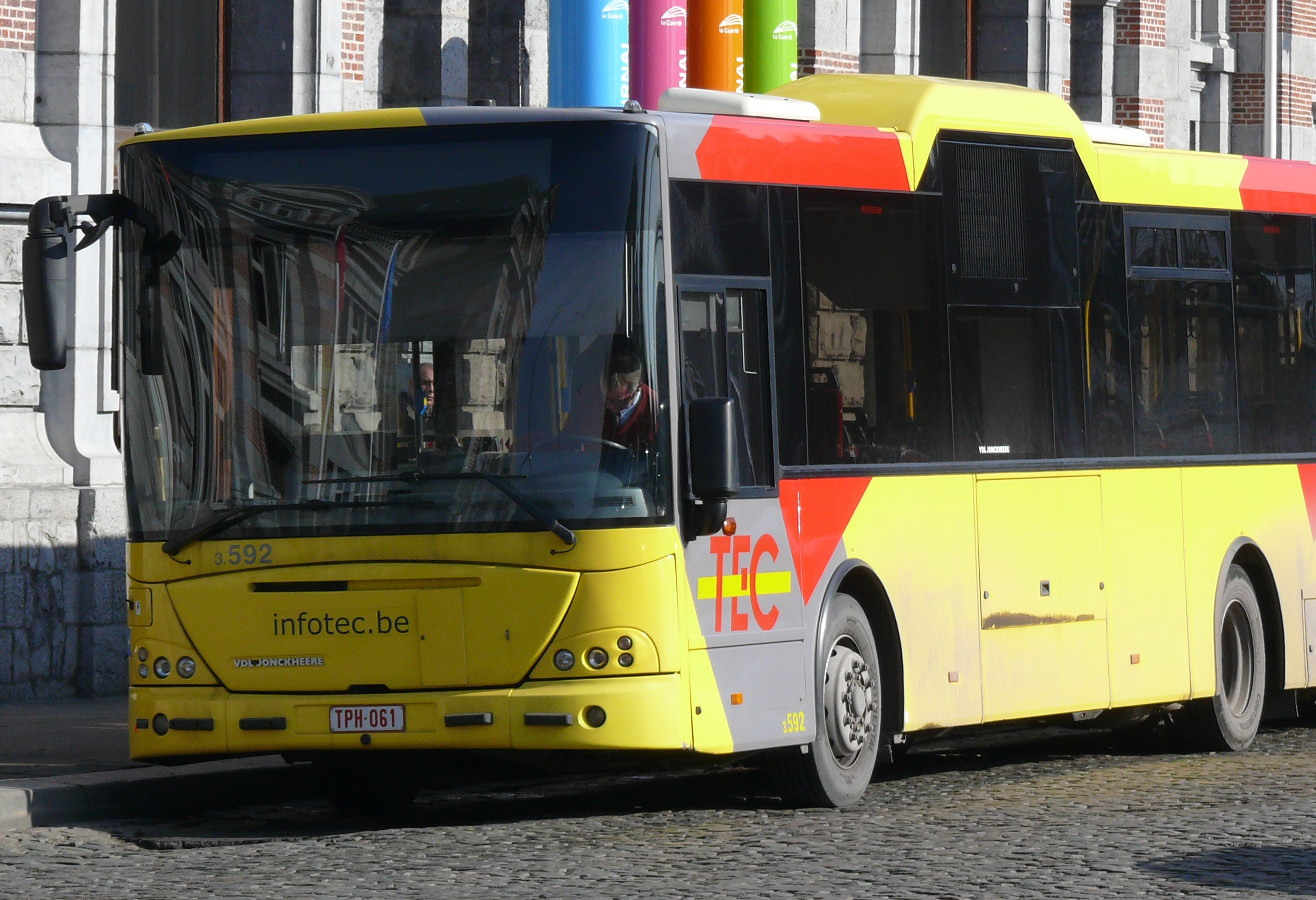
Jonckheere Linienbus von TEC in Belgien

- Valkenswaard: VDL Bus Chassis (Fahrgestelle)
- Heerenveen: VDL Berkhof (Linienbusse)
- Valkenswaard: VDL Berkhof (Reisebusse)
- Valkenswaard: VDL Bova (Reisebusse)
- Venlo: VDL Kusters (Kleinbusse)

In Belgien:
- Roeselare-Beveren: VDL Jonckheere (Linien- und Reisebusse)

### Kennzahlen
Im Jahr 2010 wurden 925 Linienbusse, 535 Reisebusse, 243 Fahrgestelle sowie 232 Midi- und Minibusse abgesetzt. Damit lag VDL mit einem Marktanteil von 4,7 % an sechster Stelle in Westeuropa. Hauptabsatzgebiete sind Frankreich, die Benelux-Staaten, Deutschland und Großbritannien.

## VDL Nedcar
2012 erwarb VDL von Mitsubishi das ehemalige DAF-Werk in Born, das in VDL NedCar umbenannt wurde. Seit 2014 wurden hier im Auftrag von BMW zwei Pkw-Modelle des Mini (Dreitürer und Cabrio) gefertigt. 2017 wurde auch die Produktion des BMW X1 aufgenommen. 2024 beendete BMW seine Produktion bei Nedcar.